# Río de las Yeguas (afluente del Genil)
El río de las Yeguas es un río del sur de España perteneciente a la cuenca hidrográfica del Guadalquivir que transcurre por las provincias de Málaga, Sevilla y Córdoba. 

## Curso
Nace en el término municipal de Sierra de Yeguas, en la sierra de los Caballos, desde donde transcurre en dirección SO-NE por los términos de La Roda de Andalucía y Casariche por la provincia sevillana y desemboca tras 26 km de recorrido en el río Genil a su paso por la ciudad de Puente Genil (Córdoba). 

## Historia
El río de las Yeguas tiene gargantas bastante profundas por lo que históricamente fue infranqueable por casi todo su curso y sólo se podía a atravesar por algunos vados como el del Camino Real de Granada a Sevilla, en La Roda de Andalucía. En la ribera del río, cerca de la localidad de Puente Genil, se conservan los molinos de Santa Ana, que datan de finales del siglo XVIII o principios del XIX.